# A65 (Groot-Brittannië)
De A65 is een 116 km lange hoofdverkeersweg in Engeland.
De weg verbindt Leeds via Skipton met Kendal.

## Hoofdbestemmingen
- Leeds
- Skipton
- Kendal

## Foto's

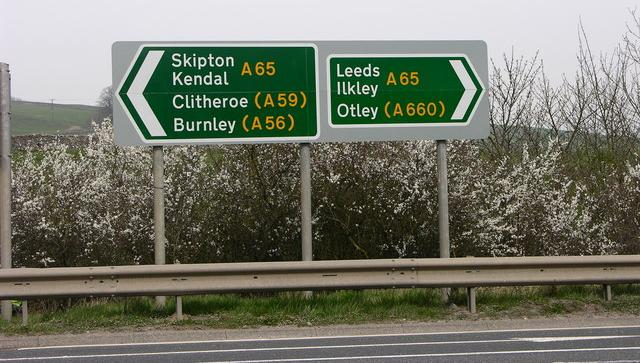
Bewegwijzering langs de A65